# Jerzy Szeski

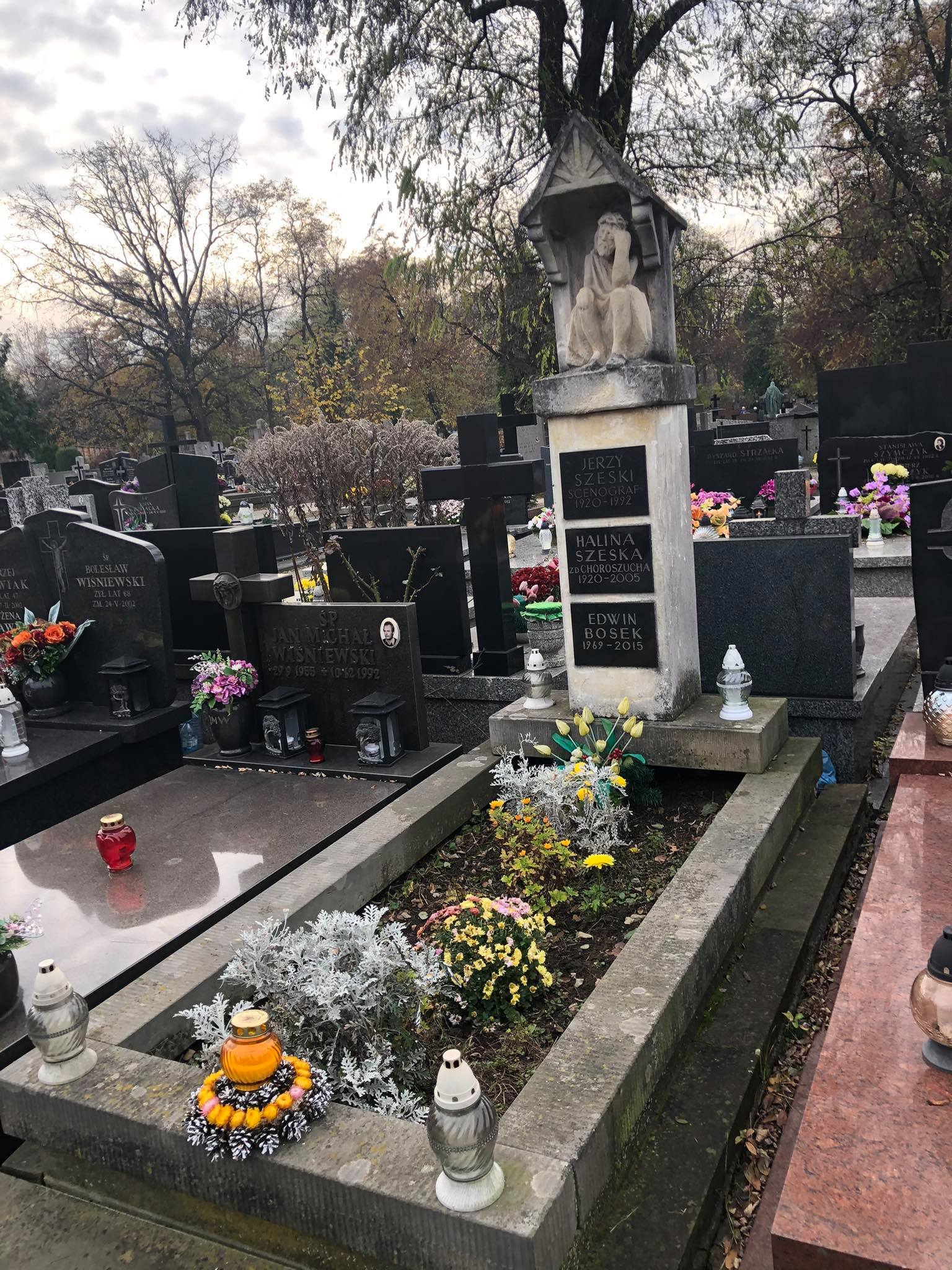
Grób Jerzego Szeskiego na cmentarzu Bródnowskim

Jerzy Szeski (ur. 29 marca 1920 w Chersoniu, Ukraina, zm. 7 grudnia 1992 w Warszawie) – polski scenograf i kostiumograf filmowy i teatralny.

## Życiorys
Urodził się jako Beniamin Szeskin i takim nazwiskiem posługiwał się do ukończenia studiów. W 1938 razem z rodziną zamieszkał w Grodnie, po zajęciu miasta przez Armię Czerwoną został w grudniu 1939 aktorem i scenografem w Polskim Teatrze Lalek Białorusi Zachodniej w Grodnie. Po zajęciu Grodna przez wojska hitlerowskie w 1941 przedostał się do Warszawy i tu przebywał do zakończenia wojny. W 1945 rozpoczął studia na Akademii Sztuk Pięknych w Krakowie, równocześnie był kierownikiem plastycznym w Teatrze dla dzieci „Wesoła Gromadka", a od kwietnia jako malarz-dekorator w Teatrze im. Juliusza Słowackiego. W 1949 ukończył studia, przez dwa lata pracował w Teatrach Dramatycznych we Wrocławiu, od 1951 do 1954 w Teatrze Dramatycznym w Szczecinie, a od 1955 do 1957 w Teatrze Powszechnym w Łodzi. Następnie skupił się na pracy scenografa filmowego, stając się w tej branży jednym z najwybitniejszych polskich scenografów II połowy XX wieku. Od 1967 pracował w Przedsiębiorstwie Realizacji Filmów „Zespoły Filmowe". Zasłynął jako znawca militariów, szczególnie XVII wiecznych. Pochowany na cmentarzu Bródnowskim w Warszawie (kwatera 5E-6-31).

## Dorobek filmowy
- 1950 - Warszawska premiera - asystent reżysera, kostiumy;
- 1953 - Żołnierz zwycięstwa - asystent reżysera;
- 1953 - Trudna miłość - dekorator wnętrz, kostiumy;
- 1954 - Pokolenie - kostiumy;
- 1954 - Kariera - kostiumy;
- 1955 - Godziny nadziei - asystent reżysera, kostiumy;
- 1956 - Trzy kobiety - kostiumy;
- 1956 - Nikodem Dyzma - kostiumy;
- 1956 - Kanał - kostiumy;
- 1956 - Cień - dekorator wnętrz, kostiumy;
- 1958 - Zamach - kostiumy;
- 1958 - Ósmy dzień tygodnia - kostiumy;
- 1959 - Miejsce na ziemi - kostiumy;
- 1959 - Cafe pod Minogą - dekorator wnętrz, kostiumy;
- 1960 - Marysia i krasnoludki - scenariusz, reżyseria, scenografia;
- 1963 - Smarkula - współpraca scenograficzna;
- 1965 - Popioły - kostiumy, militaria;
- 1966 - Capricros - reżyseria, pomysł filmu;
- 1966 - Ballada o ślicznej tatarównie - scenariusz, reżyseria;
- 1966 - Ballada o Kasiuleńce i Jasiu - scenariusz, reżyseria;
- 1967 - Wenus z Ille - kostiumy;
- 1967 - Triolet - reżyseria;
- 1967 - Opowieści niezwykłe - kostiumy;
- 1967 - Listy Jana Trzeciego - scenariusz, reżyseria;
- 1967 - Kiedy miłość była zbrodnią - konsultant kostiumograficzny;
- 1967 - Katz und maus - scenografia;
- 1969 - Przygody pana Michała - kostiumy, militaria;
- 1969 - Pan Wołodyjowski - militaria i kostiumy wojskowe;
- 1969 - Makbet (spektakl telewizyjny) - scenografia, kostiumy;
- 1970 - Krajobraz po bitwie - scenografia, kostiumy;
- 1970 - Album polski - scenografia;
- 1971 - Mateo Falcone - scenariusz, scenografia;
- 1971 - Jeszcze słychać śpiew i rżenie koni... - scenografia;
- 1971 - Dekameron 40 czyli cudowne przytrafienie pewnego nieboszczyka - kostiumy;
- 1972 - Szklana kula - kostiumy;
- 1972 - Kopernik - militaria;
- 1972 - Kopernik - militaria;
- 1973-1974 - Potop - militaria i kostiumy wojskowe;
- 1974 - Wielkanoc - kostiumy;
- 1974 - Sędziowie. Tragedya - scenografia;
- 1974 - Gniazdo - militaria;
- 1975 - Mazepa - militaria;
- 1975 - Dzieje grzechu - kostiumy;
- 1975 - Beniamiszek - scenografia, kostiumy;
- 1976 - Trędowata - scenografia;
- 1977 - Trakt królewski - współpraca;
- 1977 - Przegrana bitwa - scenografia, kostiumy;
- 1977 - Pasja - scenografia, kostiumy;
- 1977 - Okrągły tydzień - obsada aktorska;
- 1978 - Do krwi ostatniej... - scenografia;
- 1978 - 80 huszar - obsada aktorska, militaria;
- 1978 - ...Gdziekolwiek jesteś panie prezydencie... - scenografia;
- 1979 - Racławice. 1794 - scenografia;
- 1979 - Do krwi ostatniej - scenografia;
- 1980 - Rycerz - scenografia;
- 1980 - Polonia Restituta - militaria;
- 1981 - Znachor - scenografia;
- 1982 - Polonia Restituta - militaria;
- 1984 - Pobojowisko - dekoracja wnętrz, scenografia, kostiumy;
- 1988 - Crimen - kostiumy.